# 楜ヶ原川
楜ヶ原川（くるみがはらがわ）は、神通川水系黒川の支川。延長は3.50キロメートル。

## 特徴
二子山などを源流としており、いくつかの支流を合わせながら北に流れて行き、黒川に合流する。下流では護岸整備がなされている。
流域に見られる集落は楜ケ原、小谷、砂見、小字芋平などで、高度経済成長期以降に進んだ過疎化から現在は楜ヶ原以外は廃村となっている。

## 自然
流域には照葉樹林が広がり、川名の通りクルミが多く見られる。その他にはクリ、ツバキ、シュロなどが見られる。

## 地質
岩稲累層が広く見られ、中流域では地滑り地形が見られる。その地滑り斜面上に棚田が作られているが、現在は多くが耕作放棄地となっている。